# Bank of the West Classic 2015 - Qualificazioni singolare
Le qualificazioni del singolare del Bank of the West Classic 2015 sono state un torneo di tennis preliminare per accedere alla fase finale della manifestazione. I vincitori dell'ultimo turno sono entrati di diritto nel tabellone principale. In caso di ritiro di uno o più giocatori aventi diritto a questi sono subentrati i lucky loser, ossia i giocatori che hanno perso nell'ultimo turno ma che avevano una classifica più alta rispetto agli altri partecipanti che avevano comunque perso nel turno finale.

## Teste di serie
1. Misaki Doi (qualificata)
2. Kateryna Bondarenko (qualificata)
3. Sachia Vickery (primo turno)
4. Anna Tatišvili (ultimo turno)

1. Nicole Gibbs (qualificata)
2. Petra Martić (ultimo turno)
3. Naomi Ōsaka (primo turno)
4. Maria Sanchez (primo turno)

## Qualificati
1. Misaki Doi
2. Kateryna Bondarenko

1. Kimiko Date-Krumm
2. Nicole Gibbs

## Tabellone

### Legenda
| - Q = Qualificato - WC = Wild card - LL = Lucky loser | - ALT = Alternate - SE = Special Exempt - PR = Protected Ranking | - w/o = Walkover - r = Ritirato - d = Squalificato |

### Sezione 1
|  | Primo turno | Primo turno   | Primo turno | Primo turno | Primo turno |  |  | Ultimo turno | Ultimo turno  | Ultimo turno | Ultimo turno | Ultimo turno |  |
|  |             |               |             |             |             |  |  |              |               |              |              |              |  |
|  | 1           | Misaki Doi    | Misaki Doi  | 6           | 7           |  |  |              |               |              |              |              |  |
|  |             | Xu Yifan      | Xu Yifan    | 3           | 63          |  |  | 1            | Misaki Doi    | 2            | 6            | 6            |  |
|  |             | Julia Boserup | 4           | 7           | 6           |  |  |              | Julia Boserup | 6            | 3            | 4            |  |
|  | 8           | Maria Sanchez | 6           | 5           | 2           |  |  |              |               |              |              |              |  |

### Sezione 2
|  | Primo turno | Primo turno         | Primo turno         | Primo turno | Primo turno |  |  | Ultimo turno | Ultimo turno        | Ultimo turno | Ultimo turno | Ultimo turno |  |
|  |             |                     |                     |             |             |  |  |              |                     |              |              |              |  |
|  | 2           | Kateryna Bondarenko | Kateryna Bondarenko | 6           | 6           |  |  |              |                     |              |              |              |  |
|  | WC          | Caroline Doyle      | Caroline Doyle      | 0           | 0           |  |  | 2            | Kateryna Bondarenko | 6            | 3            | 6            |  |
|  |             | Jessica Pegula      | 78                  | 4           | 69          |  |  | 6            | Petra Martić        | 3            | 6            | 3            |  |
|  | 6           | Petra Martić        | 6                   | 6           | 711         |  |  |              |                     |              |              |              |  |

### Sezione 3
|  | Primo turno | Primo turno        | Primo turno        | Primo turno | Primo turno |  |  | Ultimo turno | Ultimo turno       | Ultimo turno       | Ultimo turno | Ultimo turno |  |
|  |             |                    |                    |             |             |  |  |              |                    |                    |              |              |  |
|  | 3           | Sachia Vickery     | Sachia Vickery     | 2           | 4           |  |  |              |                    |                    |              |              |  |
|  |             | Gabriela Dabrowski | Gabriela Dabrowski | 6           | 6           |  |  |              | Gabriela Dabrowski | Gabriela Dabrowski | 4            | 1            |  |
|  |             | Kimiko Date-Krumm  | 63                 | 6           | 6           |  |  |              | Kimiko Date-Krumm  | Kimiko Date-Krumm  | 6            | 6            |  |
|  | 7           | Naomi Ōsaka        | 7                  | 4           | 3           |  |  |              |                    |                    |              |              |  |

### Sezione 4
|  | Primo turno | Primo turno     | Primo turno     | Primo turno | Primo turno |  |  | Ultimo turno | Ultimo turno   | Ultimo turno | Ultimo turno | Ultimo turno |  |
|  |             |                 |                 |             |             |  |  |              |                |              |              |              |  |
|  | 4           | Anna Tatišvili  | 5               | 6           | 6           |  |  |              |                |              |              |              |  |
|  |             | Chan Yung-jan   | 7               | 4           | 0           |  |  | 4            | Anna Tatišvili | 6            | 3            | 5            |  |
|  | WC          | Taylor Davidson | Taylor Davidson | 0           | 2           |  |  | 5            | Nicole Gibbs   | 2            | 6            | 7            |  |
|  | 5           | Nicole Gibbs    | Nicole Gibbs    | 6           | 6           |  |  |              |                |              |              |              |  |